# Visselgrönduva
Visselgrönduva (Treron formosae) är en östasiatisk fågel i familjen duvor inom ordningen duvfåglar.

## Utseende och läten
Visselgrönduva är en rätt liten (25–26 cm), enfärgad grönduva med bred, lång och rundad stjärt. Huvudet är gulgrönt med gyllengul hjässa, blågrå näbb och orangebruna ögon omgivna av en mörkblå ögonring. Ovansidan är mörkgrön med purpurröd (hanen) eller grönbruna (honan) skapularer och brunsvarta vingar med smala, gulgröna kanter på större täckare och armpennor. Undersidan är grön, på undergumpen ljust gulgrön. Fåglar i Ryukyuöarna skiljer sig något från de på Taiwan genom mindre storlek, helgrön hjässa, matt rödbrun skulderfläck och längre stjärt. Lätet består av en lång, sorglig och flöjtlik ton, mot slutet darrande och plötsligt stigande: "po-aa-poaaoo".

## Utbredning och systematik
Taiwangrönduvan förekommer på Taiwan, i nordligaste Filippinerna och i japanska Ryukyuöarna. Den delas in i fyra underarter med följande utbredning:
- Treron formosae formosae – förekommer i bergen på Taiwan och Botel Tobago
- Treron formosae filipinus – norra Filippinerna (Batan, Calayan, Camiguin Norte och Sabtang)
- Treron formosae permagnus –  norra Ryukyuöarna (Tanegashima, Amami-Ōshima, Tokunoshima, Okinoerabujima och Okinawa)
- Treron formosae medioximus –  södra Ryukyuöarna (Ishigaki, Iriomote, Kuro, Taketomi-jima, Hatoma-jima, Yonaguni och möjligen Miyako-jima)

## Levnadssätt
Visselgrönduva hittas i subtropisk städsegrön skog och i träd kring odlingsbygd. Den lever ett tillbakadraget liv i trädtopparna där den plockar frukt. Fågeln är skygg och svår att få syn på. Den häckar mellan mars och juni i Filippinerna. Arten är stannfågel, men taiwanesiska fåglar har observerats i Yaeyamaöarna.

## Status och hot
Internationella naturvårdsunionen IUCN bedömer hotstatus för filipinus och formosae samt permagnus och medioximus var för sig, den förra som nära hotad och den senare som livskraftig. Fågeln beskrivs som sällsynt på Taiwan och ovanlig på Batanesöarna.